# Cristaserolis convexa
Cristaserolis convexa är en kräftdjursart som först beskrevs av Cunningham 1871.  Cristaserolis convexa ingår i släktet Cristaserolis och familjen Serolidae. Inga underarter finns listade i Catalogue of Life.